# Pierre Nord Alexis
Pierre Nord Alexis (2 de agosto de 1820 – 1 de mayo de 1910) fue un general, político y presidente de Haití desde el 21 de diciembre de 1902 al 2 de diciembre de 1908.

## Biografía
Hijo de Nord Alexis, un funcionario de alto rango en el régimen de Henri Christophe, y de Blézine Georges, hija ilegítima de Christophe, Pierre Nord Alexis nació en Cabo Haitiano el 2 de agosto de 1820. Alexis se unió al ejército en la década de 1830 bajo la presidencia de Jean-Louis Pierrot. En 1874 se vio forzado al exilio, pero regresó a Haití unos años más tarde, bajo la presidencia de Pierre Théoma Boisrond-Canal. 
Bajo la presidencia de Lysius Salomon, fue la voz de la oposición, encarcelado varias veces antes de que el presidente Salomon fuera derrocado tras una revuelta popular. El nuevo presidente, Florvil Hyppolite, le concedió un puesto militar importante en el norte. Posteriormente se unió a Joseph Anténor Firmin en su marcha sobre Port-au-Prince en su intento de tomar el poder.

### Ministro de Guerra
Bajo la presidencia de Boisrond-Canal, asciende Alexis al cargo de Ministro de Guerra y Marina, tras lo cual Firmin se sublevó con las tropas a sus órdenes, luchando en Port-au-Prince, y manteniendo sin embargo solo dos plazas fuertes, Saint-Marc y Gonaives. Alexis aprovechó la situación a través de una negociación con los Estados Unidos en la que se manifestó defensor de los intereses estadounidenses en el Caribe. Los Estados Unidos respondieron imponiendo un bloqueo naval sobre los dos bastiones leales a Firmin, dando apoyo así a las pretensiones de Alexis.

### Toma del poder
Alexis llegó al poder el 21 de diciembre de 1902, cuando al frente de sus tropas forzó a la Cámara de Diputados a declararle presidente. Alexis se mantuvo en el poder durante seis años, a pesar de que su régimen continuó haciendo frente a rebeliones, y las frecuentes acusaciones de corrupción hacia su gobierno. 
En enero de 1908, Alexis, entonces con 88 años de edad, tomó la decisión de declararse presidente vitalicio. Los partidarios de Firmin iniciaron una nueva revuelta contra el régimen de Alexis, rebelión que fue aplastada. Una hambruna en el sur el mismo año dio lugar a violentos disturbios y a una nueva rebelión encabezada por el general Antoine François Simon. Alexis fue derrocado el 2 de diciembre, tras lo que partió al exilio en Jamaica y más tarde en Nueva Orleans (EE. UU.) con su familia, donde murió el 1 de mayo de 1910. 
Está enterrado en el St.Louis 2 Cememtery en Nueva Orleans.